# Burg Patzlar
Die Burg Patzlar ist eine abgegangene Landesburg des Bistums Münster am südöstlichen Ortsrand von Lüdinghausen im Kreis Coesfeld in Nordrhein-Westfalen an der Stever.

## Geschichte
Die Burg Patzlar wurde im 13. Jahrhundert durch die Herren von Patzlar gegründet, die ab 1225 in den Urkunden des Bistums Münster als dessen Ministeriale erwähnt wurden. Zuerst genannt wurde die Burg 1317, als sie durch Bischof Ludwig II. von Münster an Graf Engelbert II. von der Mark verpfändet wurde. 1318 wurde die Burg vom Bischof mit einem Wall umgeben und in den folgenden Jahren zu einer Landesburg mit mehreren Burgmannensitzen ausgebaut. 1323 musste Bischof Ludwig in einem Vergleich mit den Grafen von der Mark auf die Burg verzichten, die Burgmannen mussten fortan dem Grafen huldigen. Die Burg blieb bis zur Auslöse 1361 in märkischem Pfandbesitz und wurde anschließend wieder zur bischöflichen Landesburg. 1390 wurde sie in einer erneuten Fehde zwischen dem Grafen von der Mark und dem Münsteraner Bischof zerstört und anschließend wieder aufgebaut. Nachdem 1443 die benachbarte Herrschaft Lüdinghausen an den Bischof von Münster übergegangen war, wurde die Burg bedeutungslos. Der Burggraben wurde deshalb in der Folgezeit verfüllt. 
1458 bekam sie deshalb Dietrich von Hake als Lehen. Auf der Vorburg stand das dem Burglehen Hengel zugehörige Gebäude, das ebenfalls an die Familie von Hake ging. Als Hengelerborg wird es in den Schriftquellen erwähnt; im Dreißigjährigen Krieg wurde es zerstört. 1648 kam die Burg durch Erbschaft in die Hände der Familie von Graes zu Diepenbrock. 1851 wurde die Burg an einen Privatmann verkauft.  
Die Burg verfiel anschließend, die Gebäude fielen dem Steinraub zu Opfer. Im Rheinisch-westfälischen Urkataster von 1830 sind bereits keine Burggebäude mehr verzeichnet. Bei der Begradigung der Stever am Anfang des 20. Jahrhunderts wurden auch die meisten untertägigen Reste vernichtet.

## Beschreibung
In einer Gerichtsakte aus der 2. Hälfte des 16. Jahrhunderts ist auf einer Karte die Burg abgebildet. Die Hauptburg mit gotischem Herrenhaus und Vorhaus ist mit einer mächtigen Ringmauer umgeben. Weiteres ist zur Gestalt der Burg nicht bekannt.
2009 wurden bei der Anlage eines neuen Steverseitenarms Teile der Burg angeschnitten; es kamen ein Teil einer Gräfte und ein im 17. Jahrhundert verfüllter Brunnen zu Vorschein. Auf der Vorburg wurde eine Sandsteinmauer mit aufgesetztem Backsteinmauerwerk der Hengelerborg angeschnitten.